# قهوه مارابا

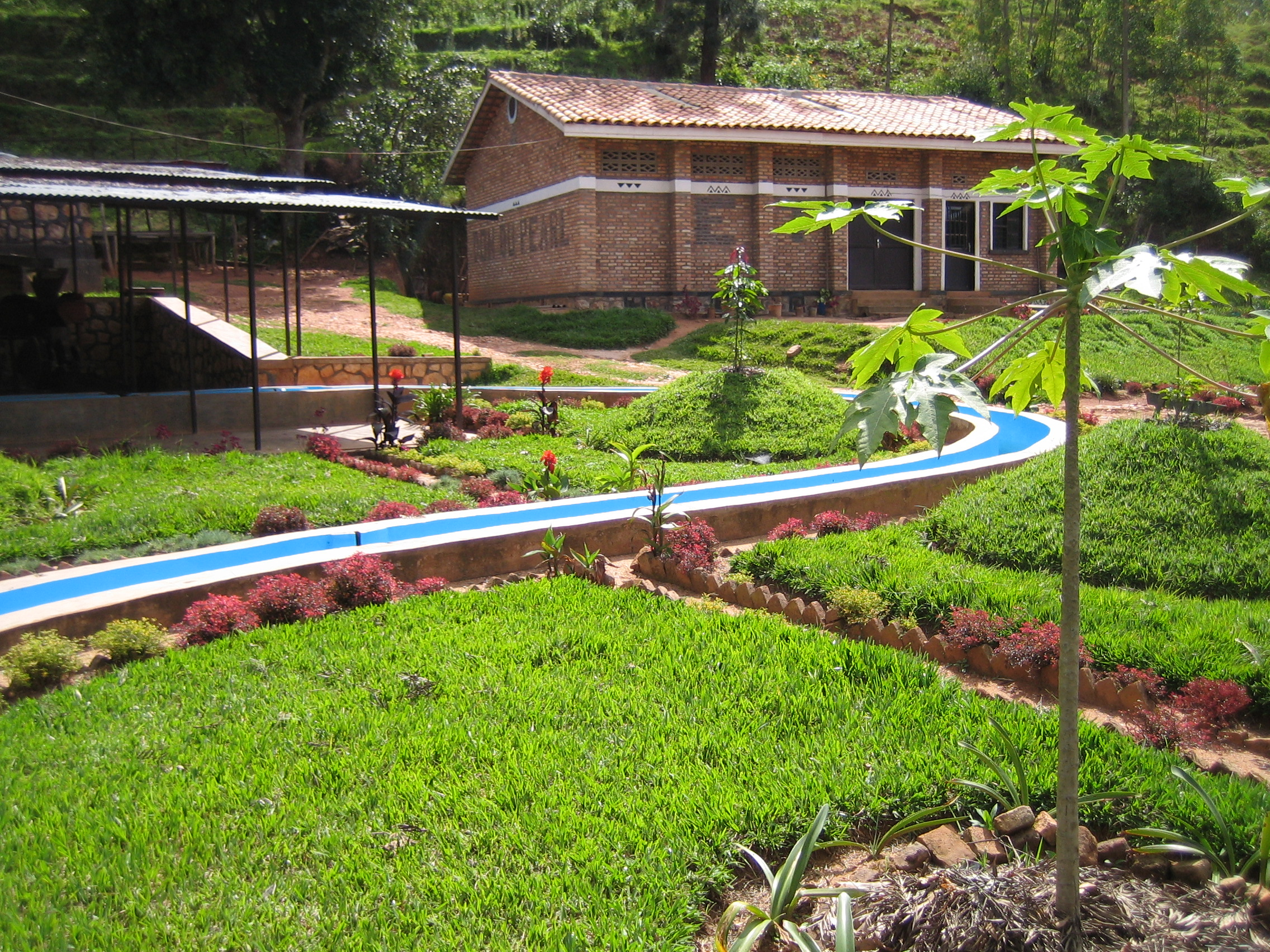
کانال‌های آب مخصوص شستشوی دانه‌های قهوهٔ مارابا

قهوه مارابا (انگلیسی: Maraba coffee) عنوان مُنتسب به قهوه‌هایی است که در منطقهٔ مارابا، رواندا در جنوب رواندا رشد می‌کنند. گیاهان قهوه مارابا، گونه‌ای از قهوه بوربون و هم خانوادهٔ قهوه عربیکا هستند. این گونه از گیاهان در خاک‌هایِ آتشفشانیِ مُستعد و بارور شدهٔ تپه‌های مرتفع رشد می‌کنند. میوهٔ قهوهٔ مارابا اغلب در طول فصل مرطوب و میان ماه‌های مارس و مه دستچین می‌شود و برای شستشو به مارابا انتقال داده می‌شود. دانه‌های قهوه از غلاف پوسته استخراج و خشک می‌شوند. در چند مرحله، دانه‌ها بر اساس کیفیت دسته‌بندی می‌شوند. کشاورزانی که در این زمینه فعالیت می‌نمایند، اعتبارات خودشان را بر اساس کیفیتِ دانه‌های ارائه شده به دست می‌آورند. 
دانه‌ها اغلب به شرکت‌های مختلف برای فرپزی و شعله‌پزی فروخته می‌شوند. بهترین دانه‌های دستچین شده به شرکت تجاری یونیون هند-روستت کافی انگلستان ارسال می‌گردد. شرکت موصوف دارای گواهینامهٔ مجوز تجارت عادلانه و همچنین عضوی مؤثر از انجمن قهوه جامعه ایالات متحد آمریکا است. شعله‌پزهای اختصاصی قهوه، این دانه‌ها را از منطقه مارابا خریداری نموده و به عرضه و فروش آن در بازار داخلی می‌پردازند. از قهوهٔ مارابا همچنین نوعی آبجو هم تهیه گردیده.
در حدود ۲۰۰۰ کشاورز خرده‌پا، گیاهان قهوه را تحت حمایت شرکت تعاونی «ابوزاموگامبی» که در سال ۱۹۹۹ تأسیس شده پرورش می‌دهند. از سال ۲۰۰۰، این تعاونی توسط دانشگاه ملی رواندا و انجمن مشارکت برای افزایش و ارتقای کشاورزی از طریق ارتباطات مورد حمایت قرار گرفته‌است. این تعاونی کیفیت میوه و دانه‌های قهوه را ارتقا داده که همین موضوع باعث افزایش بهره‌برداری و ورود تخصصی به عرصه بازار جهانی این محصول گردیده.

## تاریخچه

### ریشه
مردمانِ رواندا از زمانِ استعمار رواندا به شغل رشد قهوه مشغول هستند اما تا سال ۱۹۹۹ محصول این کشور در کلاس زیر درجهٔ C طبقه‌بندی می‌گردید که کسب این عنوان، فروشِ این محصول را در بازارهای جهانی غیرقابل امکان می‌نمود. مشکل اساسی آنجا بود که کشاورزان، نهال‌های مناسب رشد قهوه را در موعد خاص و مناسب به دست نمی‌آوردند و در عین حال ابزارهای شستشوی مناسب را در اختیار نداشتند. مبلغی که خریداران بابت ابتیاع محصول کشاورزان می‌پرداختند رقمی در حدود ۰.۳۳ دلار آمریکا در ازای هر کیلوگرم از این محصول بود و این قیمتی بود که کشاورزان را همچنان فقیر نگه می‌داشت.

## نگارخانه

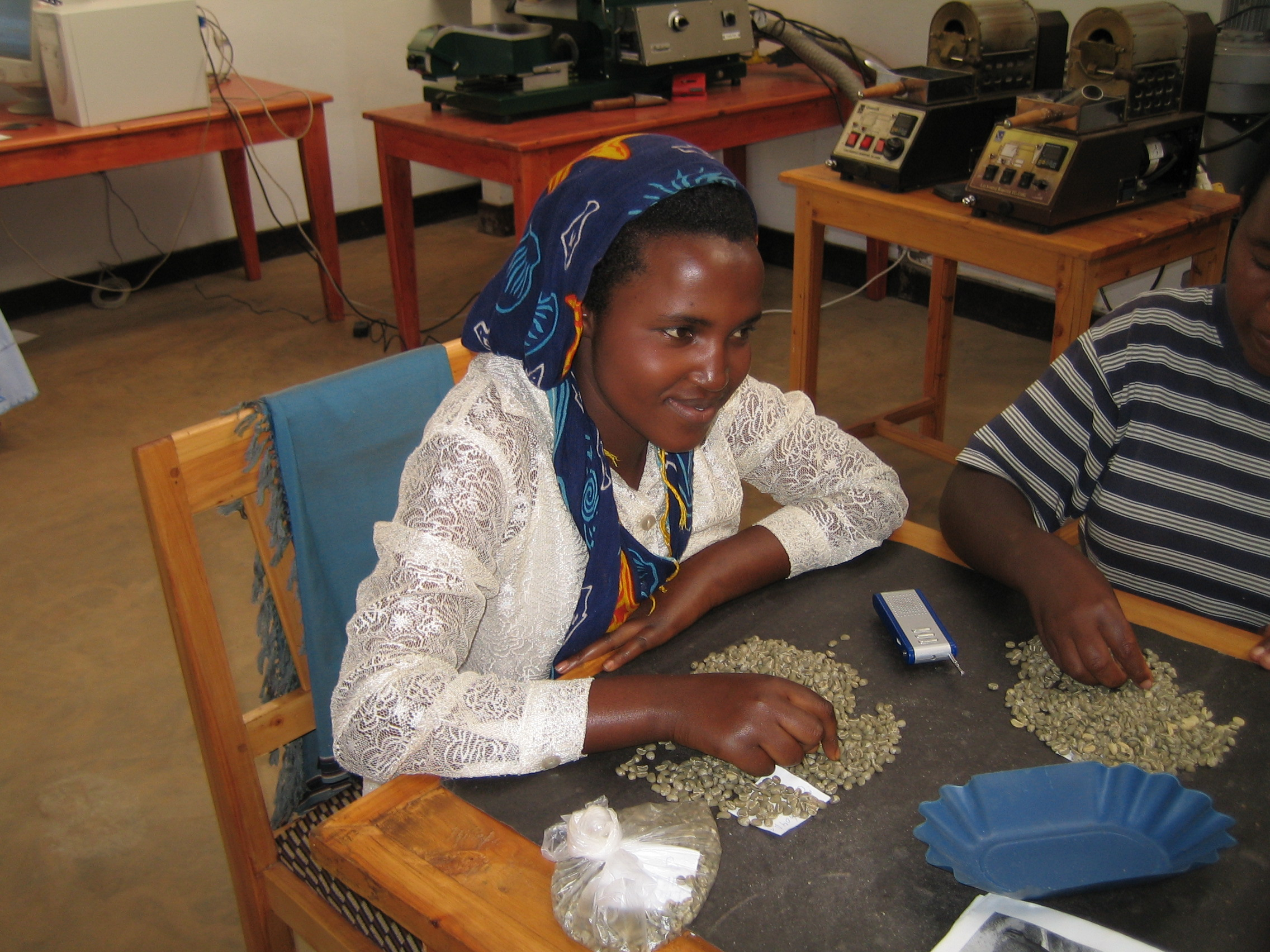
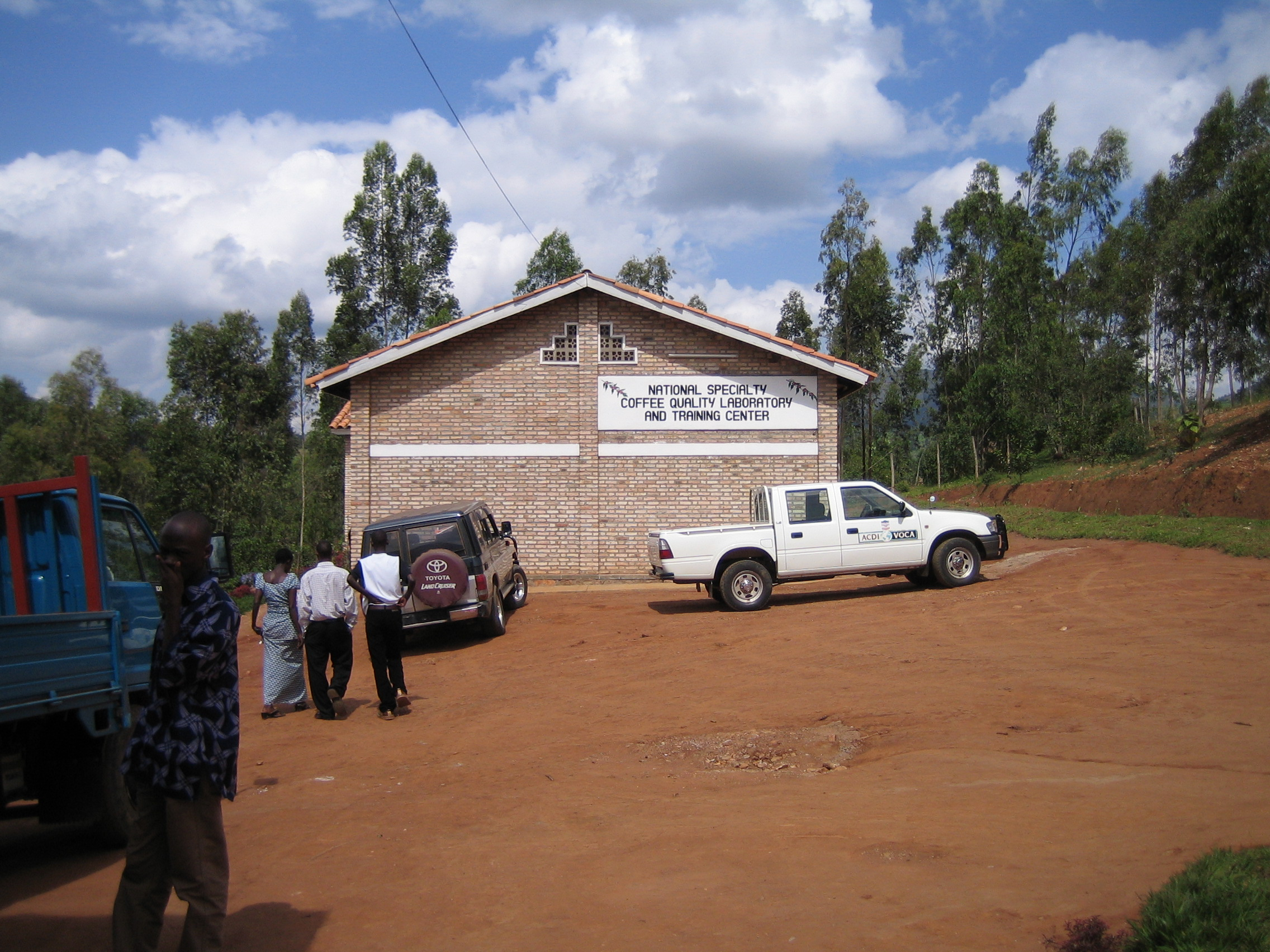
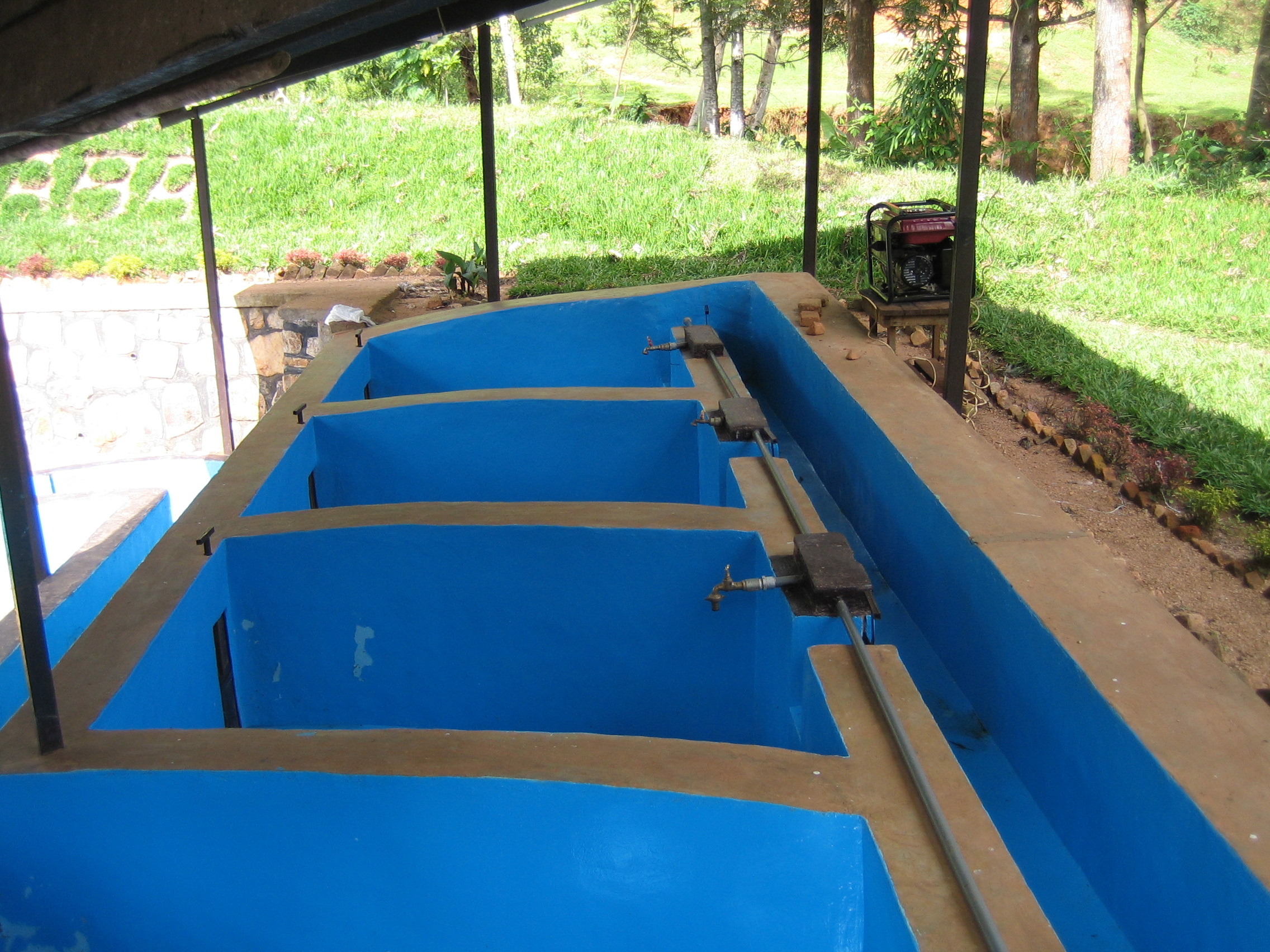
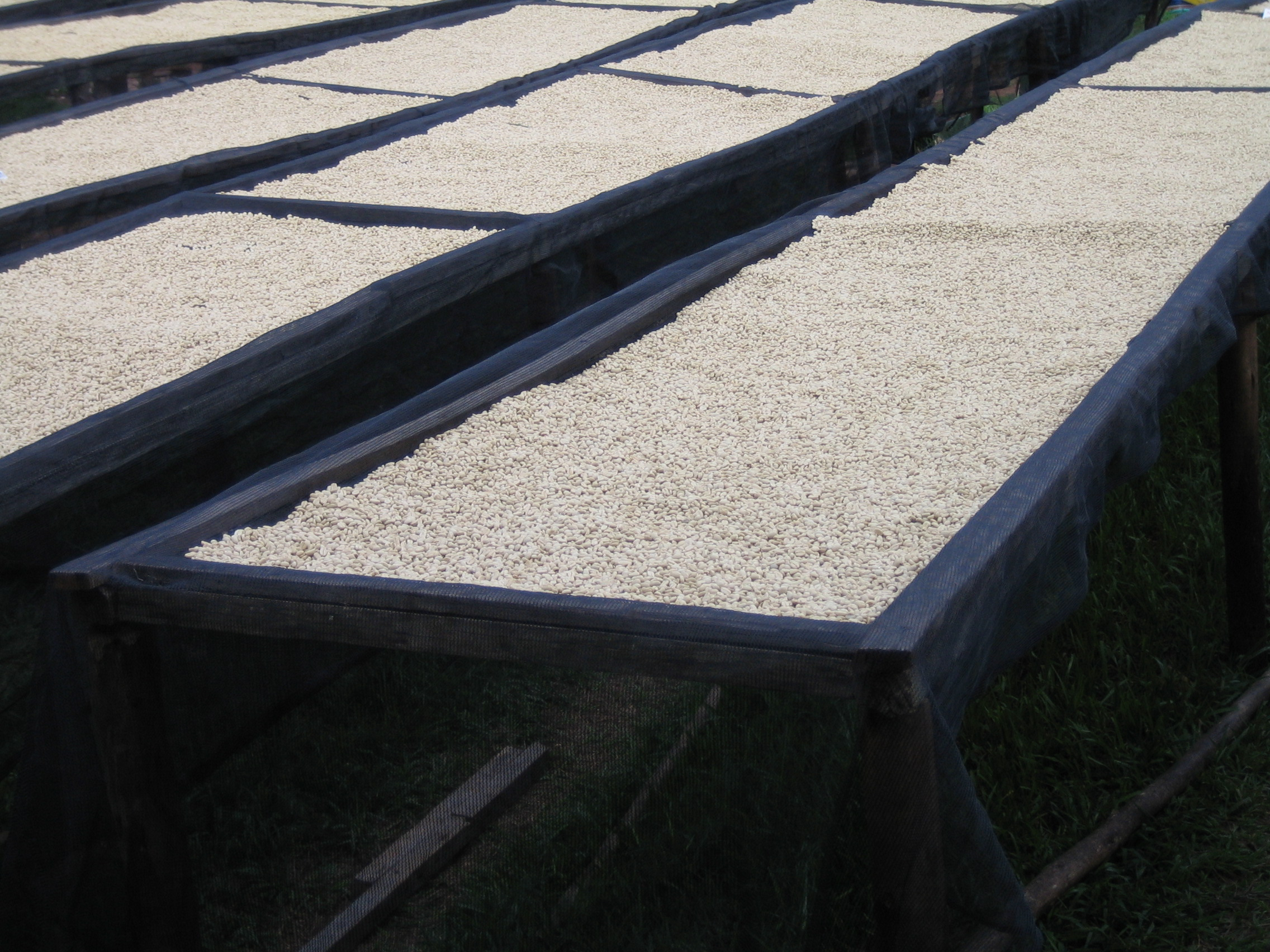